# Клокотница
 Тази статия е за селото в Южна България.  За битката през XIII век вижте Битка при Клокотница.  
Клоко̀тница е село в Южна България. То се намира в община Хасково, област Хасково.

## География
През село Клокотница тече река Банска.

## История

### Средновековната битка при Клокотница (1230)
Селото е известно с голямата Клокотнишка битка от 9 март 1230 г. Тогава българският цар Иван Асен II разбива войските на византийския император Теодор Комнин. В резултат Българската държава получава излаз на 3 морета – Черно, Бяло и Адриатическо. В чест на победата Иван Асен II построява църквата „Св. 40 мъченици“ във Велико Търново.

## Население
Численост
Численост на населението според преброяванията през годините:
| \| Година на преброяване \| Численост \| \| --------------------- \| --------- \| \| 1934 \| 1093 \| \| 1946 \| 1106 \| \| 1956 \| 1049 \| \| 1965 \| 982 \| \| 1975 \| 936 \| \| 1985 \| 753 \| \| 1992 \| 744 \| \| 2001 \| 593 \| \| 2011 \| 472 \| \| 2021 \| 451 \| |           |
| Година на преброяване | Численост |
| 1934 | 1093      |
| 1946 | 1106      |
| 1956 | 1049      |
| 1965 | 982       |
| 1975 | 936       |
| 1985 | 753       |
| 1992 | 744       |
| 2001 | 593       |
| 2011 | 472       |
| 2021 | 451       |

### Етнически състав
Преброяване на населението през 2011 г.
Численост и дял на етническите групи според преброяването на населението през 2011 г.:
|                     | Численост | Дял (в %) |
| Общо                | 472       | 100       |
| Българи             | 397       | 84,11     |
| Турци               | 32        | 6,77      |
| Цигани              | 3         | 0,63      |
| Други               |           |           |
| Не се самоопределят |           |           |
| Неотговорили        | 34        | 7,20      |

## Забележителности
Край международния път Е-80 е поставен барелеф на цар Иван Асен II.
През месец май 2008 г. Професионална гимназия по дървообработване и строителство (Хасково) получи името „Цар Иван Асен II“. По този повод в двора на гимназията бе построен паметник-барелеф на българския владетел.
Паметникът е с височина 4,50 м, с изграден барелеф на цар Иван Асен II. Цялата композиция представлява постамент с колона, на която има надпис на старобългарски, точно съответствие на колоната на църквата „Св. Четиридесет мъченици“ в старопрестолния град, чието изграждане се осъществява от царя в чест на победата в сражението при Клокотница. Целият паметник е от гранит.
С гордост може да се каже, че това е най-красивият паметник на цар Иван Асен II в България.

## Редовни събития
2 август (Събор на селото)

## Други
На Клокотница е наречена улица в квартал „Банишора“ в София (Карта).